# Športni park Domžale
Der Športni park Domžale (deutsch Sportpark Domžale) ist ein Fußballstadion mit Leichtathletikanlage in der slowenischen Stadt Domžale. Es ist vor allem als Heimspielort des Fußballvereins NK Domžale bekannt, der unter anderem dort seine Partien der Slovenska Nogometna Liga austrägt. Das Stadion bietet 2813 Plätze (2155 auf der West- und 658 auf der Osttribüne).

## Geschichte
Der Športni park Domžale wurde 1948 errichtet, zuvor hatte der NK Domžale an verschiedenen Sportstätten innerhalb der Stadt seine Fußballspiele ausgetragen. Ab 1947 wurden Spiele auf dem vormaligen Gelände einer Gerberei ausgetragen, dort entstand letztlich das Stadion. Die erste Renovierung 1976 wurde von den Vereinsmitgliedern selbst unter Unterstützung anderer Sportvereine und von Abschlussklassenschülern durchgeführt. Ab den 1990er Jahren folgten erste Erweiterungen, als aus Fertigteilen die Nebentribünen erstellt wurden. Mithilfe der Gemeinde und der Firma Mercator, die in direkter Nachbarschaft zum Stadion ein Einkaufszentrum errichtete, erhielt das Stadion ab 2002 ein völlig neues Aussehen: die 2200 Zuschauer fassende Westtribüne wurde gebaut und somit die Kapazität des Stadions auf 3100 Sitzplätze – damit gehört es zu den zehn größten Fußballstadien des Landes – erhöht sowie 2006 Flutlichtmasten errichtet, sodass es zu den fünf slowenischen Stadien gehörte, in dem abends Spiele ausgetragen werden können. Ein 2007 beschlossener weiterer Ausbau fiel der im selben Jahr startenden Weltfinanzkrise zum Opfer, die insbesondere auch Slowenien traf.
Teilweise nutzt der NK Domžale das Stadion auch für seine Heimspiele im Europapokal, weicht jedoch bei Spielen mit höherer Zuschauerresonanz auf das Stadion Stožice im wenige Kilometer entfernten Ljubljana aus. So wurden beispielsweise in der bisher erfolgreichsten Europapokalsaison der Vereinsgeschichte im UEFA Europa League 2017/18 nach zwei Runden im Športni park dort die Qualifikationsspiele ausgetragen, als die Mannschaft den Bundesligisten SC Freiburg in der dritten Runde empfing und mit einem 2:0-Sieg ausschaltete und trotz 1:1-Remis gegen Olympique Marseille im Heimspiel in der Play-off-Runde nach einer 0:3-Niederlage im Stade Vélodrome ausschied.
Die Anlage liegt im Osten Domžales und ist für Auswärtsreisende über die Avtocesta A1 erreichbar. Der Parkplatz neben dem Stadion wird mit dem Einkaufszentrum geteilt.
Am 7. Februar 2007 traf die slowenische Fußballnationalmannschaft zu einem Freundschaftsspiel auf Estland und gewann mit 1:0 vor 2900 Zuschauern. Den Treffer erzielte Klemen Lavrič.

### U-17-Fußball-Europameisterschaft 2012
Bei der U-17-Fußball-Europameisterschaft 2012 war das Stadion Austragungsort von drei Spielen in der Gruppenphase.
- 04. Mai 2012, Gruppe A:  Frankreich –  Island 2:2 (1:0)
- 07. Mai 2012, Gruppe A:  Frankreich –  Georgien 1:1 (0:1)
- 10. Mai 2012, Gruppe A:  Island –  Georgien 0:1 (0:0)